# Valèria de Llemotges
|  | Per a altres significats, vegeu «Valèria». |

Valèria de Llemotges (Augustoritum, actual Llemotges, s. III) fou una jove màrtir, venerada com a santa a la diòcesi de Llemotges. Probablement es tracta d'una figura llegendària sense existència real.

## Llegenda
Segona la tradició, només transmesa per la Vita prolixior de sant Marcial de Llemotges, Valèria era filla del governador d'Augustoritum, l'esposa del qual havia acollit Marcial en una ocasió. Va ésser promesa en matrimoni a un alt funcionari romà, però la jove, ja cristiana, no volia casar-se amb un pagà. Ofès, el seu promès la va fer decapitar. Llavors es produí el miracle: el botxí morí fulminat per una força divina i Valèria, ja decapitada, recollí el seu cap i començà a caminar fins a arribar al puig de Saint-Étienne, on Marcial feia missa. Marcial, en veure-la, va pregar per la seva ànima i Valèria morí en la pau de Déu. El promès, en veure-ho, va convertir-se al cristianisme i prengué el nom d'Esteve.

## Veneració
En el mateix lloc on caigué, s'edificà una capella, que després quedaria integrada al transsepte nord de la catedral de Llemotges. Al segle x, els monjos de l'abadia de Saint-Martial de Llemotges van traslladar les relíquies de Valèria a la ribera de la Voueize, a l'actual departament de la Cruesa; un monestir hi nasqué i, al voltant seu, la vila de Chambon-sur-Voueize.
Una confraria femenina es creà en 2002 per mantenir el culte a Santa Valèria, el crani de la qual es conserva, segons la tradició a l'església de Saint-Michel-des-Lions de Llemotges. A les ruïnes de la cripta de l'antiga abadia de Sant Marcial, hi ha el lloc de les tombes antigues de Valèria i Esteve.

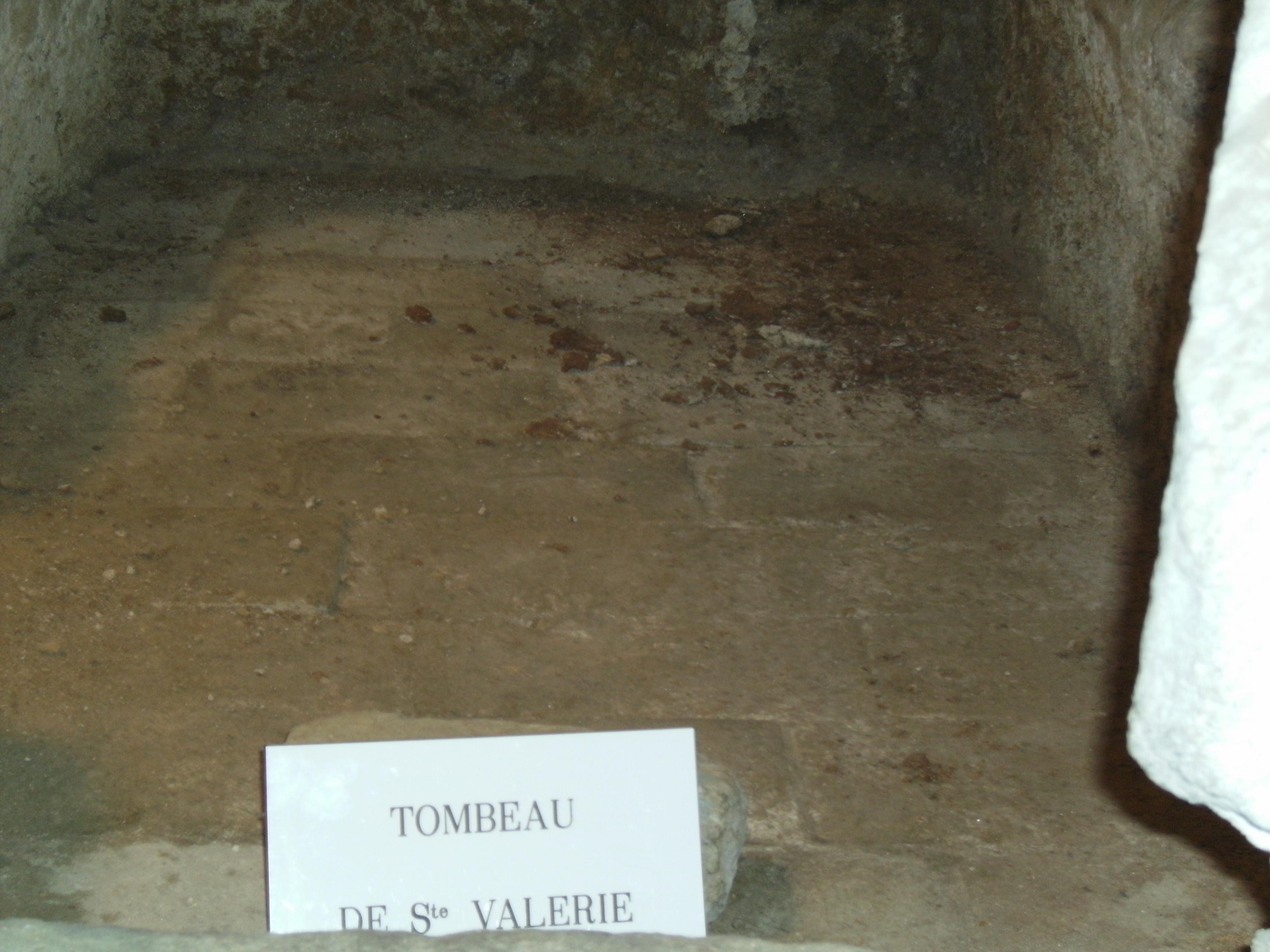
Antiga tomba al jaciment de la Place de la République, Llemotges
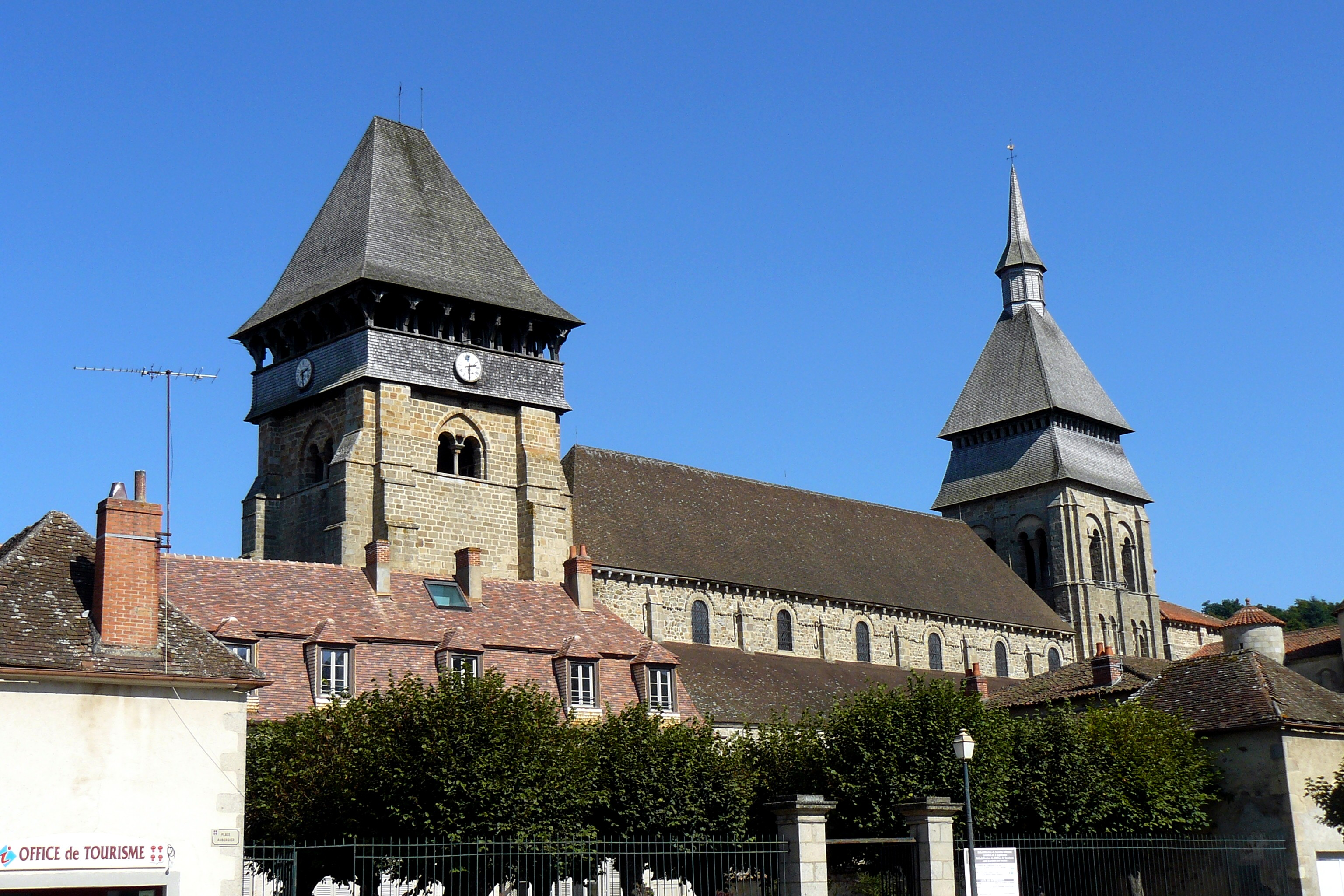
Església de Chambou, on hi havia les restes de la santa
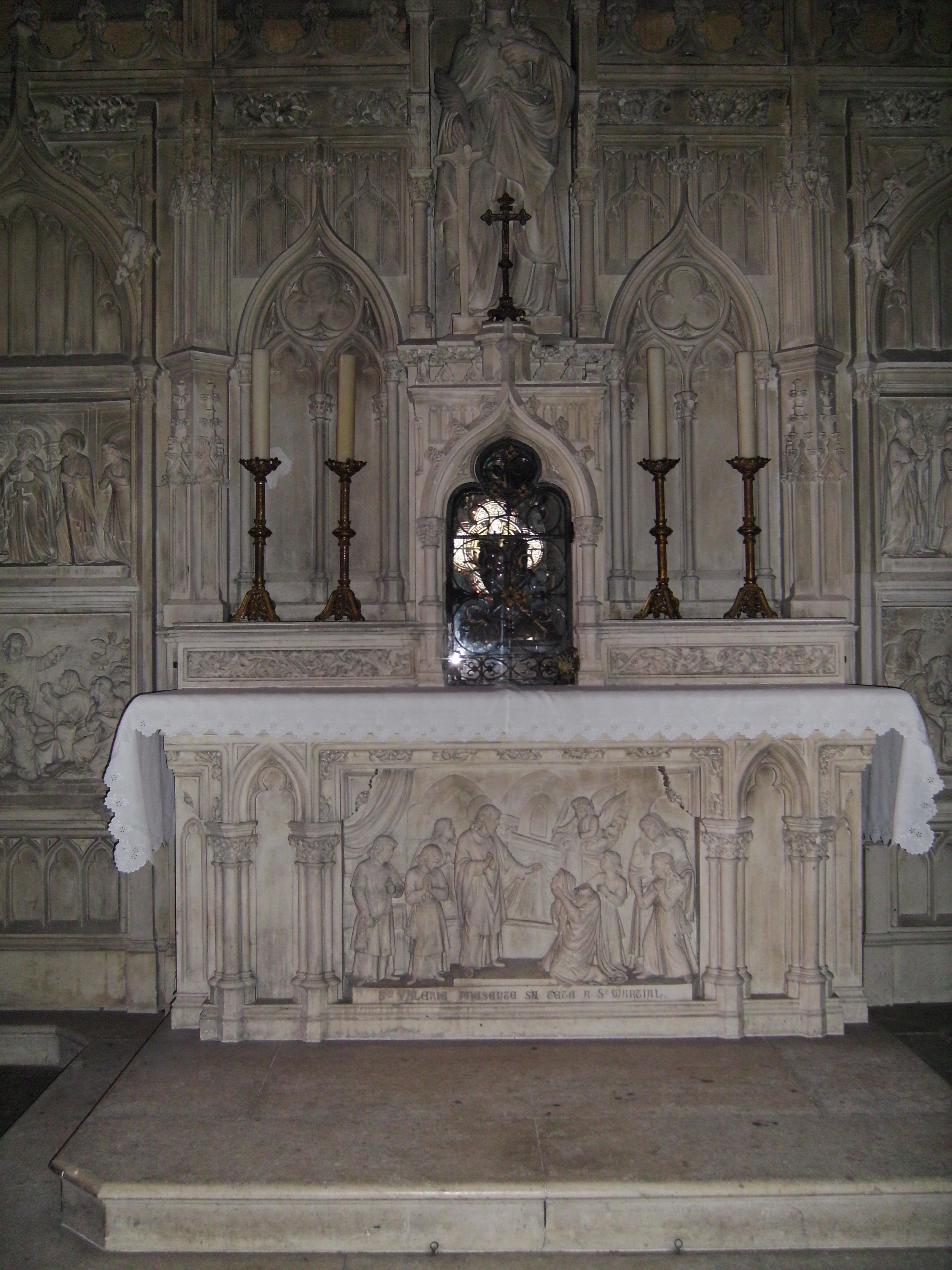
Altar de Santa Valèria (Saint-Michel des Lions, Llemotges), amb el seu crani